# Lucy Lane (personaje)
Lucy Lane es un personaje secundario de ficción de DC Comics. Es la hermana menor de Lois Lane, y uno de los varios personajes que ha asumido la identidad de Superwoman.
Maureen Teefy la interpretó en la película Supergirl de 1984, Peyton List en la serie de televisión Smallville y Jenna Dewan interpretó al personaje de la serie de televisión Arrowverso Supergirl (2015–16) y Superman & Lois (2022–23).

## Historial de publicaciones
Lucy Lane fue creada por el escritor Otto Binder y el artista Curt Swan. Fue presentada en Superman's Pal Jimmy Olsen # 36 (abril de 1959). Ella es la hija de Ella y Sam Lane, y la hermana menor de Lois Lane.

## Biografía ficticia
En las historias de la Edad de Plata, Lucy fue presentada como una azafata de avión que era un interés romántico intermitente de Jimmy Olsen. Las apariciones de Lucy en la Edad de Plata a menudo giraban en torno a los diversos intentos de Jimmy de enamorarla. Se llevó a cabo una boda en Superman's Pal Jimmy Olsen número 100 (marzo de 1967), que pretendía ser un cambio permanente al statu quo del cómic, pero el editor Mort Weisinger cambió de opinión en el último minuto e hizo que el escritor Leo Dorfman cambiara el terminando para incluir una anulación repentina del matrimonio.
Se creía que el personaje había muerto en Superman's Girl Friend, Lois Lane # 120 (marzo de 1972) pero luego fue revivido en una historia en Superman's Pal Jimmy Olsen # 160 (octubre de 1973).
Lucy fue reintroducida en la continuidad de DC Comics en The Man of Steel # 5 (diciembre de 1986). Lucy era una controladora de tráfico aéreo, pero se vio afectada por una ceguera misteriosa (que implicaba haber sido envenenada por Lex Luthor) que se curó como efecto secundario de la destrucción de un clon de Bizarro. Lucy regresó a su trabajo y tuvo una breve relación con Jimmy Olsen. Después de muchos encuentros con supervillanos como Sleez, Deathstroke, e incluso convertirse en una novia vampiro, finalmente comenzó a salir con un Afroestadounidense, miembro del personal Daily Planet, Ron Troupe. Cuando Lucy quedó embarazada, su padre conservador se enfureció, aunque Lucy explicó: "No hay un hueso racista en el cuerpo de papá. Odia a los pretendientes de todas sus hijas". Sam Lane finalmente superó su ira cuando Lucy y Ron se casaron y nació su hijo.

### Nuevo Krypton
Después de una larga desaparición de las historias principales, Lucy Lane regresa en Superman: New Krypton. Su pasado con Ron Troupe no está claro, posiblemente estén separados (Troupe ha resurgido en las historias actuales, trabajando nuevamente con el Daily Planet). Su larga desaparición se explica por su incorporación al ejército, en un intento desesperado post mortem de apaciguar el deseo de su (presunto) padre muerto de tener un hijo capaz de continuar su carrera en el ejército. Más amarga y enojada que en sus apariciones anteriores, todavía culpa a Lois por la aparente muerte del general Sam Lane durante la guerra contra Imperiex. Esencialmente, cree que Lois le rompió el corazón al anteponer su amor por Superman a sus deberes como hija.
Lucy hace referencia a sus apariciones anteriores, incluso menciona sus "saliendo con chicos en el círculo de Lois" como intentos fallidos de vivir su vida a través de su hermana más exitosa, pero finalmente decide sacrificar su vida y vivir la carrera militar que su padre pretendía para Lois, conduciendo una brecha aún más profunda entre las dos hermanas. Sin que ella lo sepa, su padre todavía está vivo y trabaja con el gobierno.

### Superwoman
Lucy apareció por primera vez como Superwoman en Supergirl # 35, su disfraz era un guiño al de la Superwoman de la Edad de Bronce Kristin Wells y contenía un campo de contención que simulaba los poderes kryptonianos. La identidad de Lucy no se reveló hasta cerca del final del arco de la historia. Durante su mandato como Superwoman, su padre, el general Sam Lane, le ordenó que matara al Agente de la Libertad, que había estado espiando al general Lane y Lex Luthor. Más tarde atacó a Reactron, lo que informó a los lectores de que Superwoman no era kryptoniana (en el sentido de que la fuente de poder de la Kryptonita Dorada del villano no tuvo ningún efecto en ella). Supergirl desenmascara a Superwoman, y accidentalmente la mata al romper el campo de contención de su traje, haciendo que el cuerpo de Lucy se contorsione y explote.
En Supergirl Annual # 1, los lectores reciben la historia de fondo moderna actual de Lucy Lane. En la historia, Lucy, desde el momento en que nació, se ha sentido eclipsada por su hermana mayor Lois. Lucy siempre sintió que Lois la superó, la eclipsó y fue más amada por su padre. Lucy nunca culpa a Lois, pero culpa a sus padres Sam y Ella. Sintiendo que tal vez al estar más cerca de Lois, su padre le prestaría más atención, Lucy se mudó a la misma ciudad, pero esto ocurrió al mismo tiempo que Lois y su padre se distanciaron por Superman. Después de la muerte de su padre, Lucy se unió al ejército. Siendo una gran soldado y una mujer, Lucy ascendió rápidamente en las filas. Durante el ataque de las Amazonas a los Estados Unidos, Lucy casi fue asesinada por dos Amazonas, pero fue salvada por Nombre en clave: Asesino. Al despertar en el Proyecto 7734, su padre puede convencer a Lucy para que se ponga el traje de Superwoman, que poseía cualidades místicas.
Aunque aparentemente muerta, los restos de Lucy roban la fuerza vital de un hombre que se acercó demasiado. Cuando Lucy es recuperada por las fuerzas del General Lane, descubren que las energías místicas del traje de alguna manera la han transformado en una kryptoniana real.
Después de la historia de War of the Supermen, Lucy está bajo custodia en S.T.A.R. Labs por Kimiyo Hoshi y Gangbuster, quienes intentan eliminar las habilidades metahumanas de Lucy. Después de la interferencia de un objeto que choca contra un parque de Metrópolis, antes de que abandonen la celda de detención de Lucy, parece que se ha agrietado ligeramente. Más tarde, Lucy recibe la visita de su hermana Lois, que quiere hablar. Lucy no ayuda, ya que se ha rendido por completo a la locura. Lois le dice a Lucy que está disgustada con ella y se aleja dejando a Lucy bajo la custodia de S.T.A.R. Labs. Aunque la grieta en la celda parecía insinuar que Lucy escaparía en algún momento, no salió nada, y una vez que se lanzó The New 52, todas las historias en progreso en DC se abandonaron a favor de la nueva continuidad.

### The New 52
En septiembre de 2011, The New 52 reinició la continuidad de DC. En esta nueva línea de tiempo, se ve a Lucy Lane por primera vez donde Lois la recogió en la estación de tren después de que Clark Kent no pudo cumplir su promesa a Lois de hacerlo él mismo. Más tarde, para compensarlo, Clark la acompaña a ella, a Lois, Johnathan Carrol y Morgan Edge al restaurante más caro de la ciudad, pero luego se ve obligado a dejarla con el cheque debido a sus deberes como Superman. Clark más tarde lo compensa haciendo puenting, una actividad que Lucy disfruta. Lucy se hizo amiga y más tarde se convirtió en compañera de cuarto de Olivia después de que se conocieron mientras practicaban rafting. También adoptaron un gato llamado Simon. Olivia se enfermó y el Doctor Obeshian le dio drogas para tomar, las drogas habían sido extraídas en secreto de un hongo alienígena que mutaría al usuario en una criatura que cambia de forma. Lucy y Olivia tomaron las pastillas, lo que resultó en que la primera se convirtiera en una criatura parecida a un lobo y la segunda en una criatura gigante parecida a un insecto. Una organización llamada Cartel comenzó a secuestrar a usuarios de la droga, que había comenzado a circular por las calles, para desintoxicarlos y lograron capturar a Olivia. Lucy convenció a Lois de salvar a Olivia. En su forma de insecto, Lucy rescató a Lois y Olivia de la base del Cartel. El problema terminó con Lois consolando a una Lucy histérica.

## Poderes y habilidades
Aunque Superwoman originalmente no tenía poderes inherentes, su traje de poder alteró su ADN a través de un campo de contención para parecerse al de un kryptoniano y, como tal, potencialmente la haría capaz de todas las mismas hazañas que poseen bajo el sol amarillo. Las habilidades que ha utilizado hasta ahora son; vasta fuerza sobrehumana, velocidad y durabilidad, invulnerabilidad, vuelo (normal e interestelar), respiración congelada y visión de calor. El traje de poder la protege de los efectos dañinos de la kryptonita y le otorga la capacidad de robar la vida de alguien cercano para resucitar. Cualquier otra habilidad no kryptoniana que pueda poseer el traje aún no se ha revelado. Debido al lanzamiento del New 52, es poco probable que se revelen otros poderes del traje a menos que aparezca en la nueva continuidad.
Como resultado de su resurrección en Supergirl # 50, se dice que tiene todas las habilidades y debilidades inherentes de "esas razas alienígenas" que fueron duplicadas por el traje como resultado de su regreso de entre los muertos. Si bien se desconoce el número exacto de razas alienígenas cuyos poderes están duplicados por el traje, los poderes kryptonianos se encuentran entre los poderosos, ya que mostró la capacidad de usar visión de calor poco después de su recuperación por las fuerzas de Sam Lane cuando renació. Ella confirma que posee una super audición cuando asesina a un científico que trabaja para Lane, aunque lo hace con algún tipo de explosión de energía de su mano, un poder que no está entre las habilidades de un kryptoniano. Si esta declaración es correcta, Lucy Lane ahora comparte la debilidad inherente a la kryptonita que todos los kryptonianos poseen.
El traje original fue destruido por Supergirl, pero parece haber adquirido otro a partir de Supergirl # 50, y se desconoce si este traje es el mismo que había estado usando para disfrazarse de kryptoniano o no mágico.
Después de su mutación debido a drogas creadas a partir de un hongo alienígena, Lucy puede transformarse de su forma mutada a su forma normal. En su forma mutada, Lucy puede volar y aparentemente resistir dardos tranquilizantes. 

## En otros medios

### Televisión
- Una versión joven de Lucy Lane aparece en el prólogo de "Monkey Fun", un episodio de Superman: la serie animada, con la voz de Aria Noelle Curzon. Lucy y su hermana Lois se ven en un flashback jugando con Titano el mono durante su infancia. Lucy como adulta nunca se identifica explícitamente en persona. Lois la menciona mientras Clark habla de su problema con las visitas del Mr. Mxyzptlk.
- Lucy Lane apareció en tres episodios de la serie de televisión Lois & Clark: The New Adventures of Superman, donde fue interpretada por Elizabeth Barondes y por Roxana Zal en un episodio. Su papel más destacado fue en el episodio "Metallo" cuando salió con el delincuente de poca monta Johnny Corben antes de ser identificado como el nuevo villano Metallo.
- Lucy Lane apareció por primera vez en la serie de televisión Smallville en el episodio de la cuarta temporada "Lucy"; fue interpretada por Peyton List. En esta versión, Lucy ha estado asistiendo a la escuela en Europa durante algún tiempo y, en consecuencia, ha estado fuera de contacto con su hermana Lois. Lucy es mencionada brevemente en el episodio "Persuasión" cuando Lois (bajo los efectos de los cristales Joya Kryptonita que hacen que Clark influya involuntariamente en cualquiera que escuche sus palabras para obedecerlo) cree que se va a casar con Clark y llama a Lucy para decirle que se va a casar. Lucy aparece en el séptimo episodio de la temporada 10, "Emboscada", cuando sorprende a Lois junto con el general Sam Lane cuando llegan a la granja de Kent antes del Día de Acción de Gracias. En el episodio "Icarus", un archivo VRA sobre su hermana enumera a Ron Troupe y Samuel Troupe como sus parientes.
- Lucy debutó en el episodio 3 de la temporada 1 de la serie de televisión Supergirl, interpretada por Jenna Dewan.[26] Esta versión del personaje es la ex prometida de Jimmy Olsen,[27] con quien pronto se reconcilia.[28] En esta continuidad, Lucy es una de las principales en el Cuerpo de Juez Abogado General, Ejército de los Estados Unidos asignada como "abogada de juicio" (fiscal). En el episodio "Manhunter", ella y Jim Harper interrogan al Detective Marciano y Alex Danvers antes de llevarlos al Proyecto Cadmus. Supergirl revela su identidad a Lucy, quien es nombrada directora del DEO al final del episodio.[29]
- Dewan repitió su papel de Lucy Lane en la segunda temporada de Superman & Lois.[30] En esta versión, Lucy intentó suicidarse a través de una combinación de pastillas y agua de baño al creer la predicación de Ally Allston. Hace 5 años, Lucy vivió brevemente con Lois y Clark antes de mudarse. Durante este tiempo, la prédica del "Método inverso" de Ally se quedó con ella, y culpó a Lois de que su madre dejara a la familia. Apareciendo en persona en el episodio "El método inverso", Lucy acordó reunirse con Lois en su habitación de hotel en un hotel en New Carthage donde Ally estaba predicando más. Mientras Chrissy Beppo se infiltró en el evento bajo el alias de Penélope Collins, Lucy habló con Lois sobre sus problemas familiares y que Ally no hizo nada malo, por lo que Ally usó una cámara oculta para filmar y mostrarle a Chrissy cuando Ally vio a través de su disfraz.[31]

### Película
- Lucy Lane aparece en la película Supergirl de 1984 como amiga y compañera de escuela del alter ego de Supergirl, Linda Lee. La actriz Maureen Teefy la retrató como una adolescente vivaz con una relación floreciente con Jimmy Olsen que imita vagamente su relación en los cómics.